# Lehmstedt Verlag

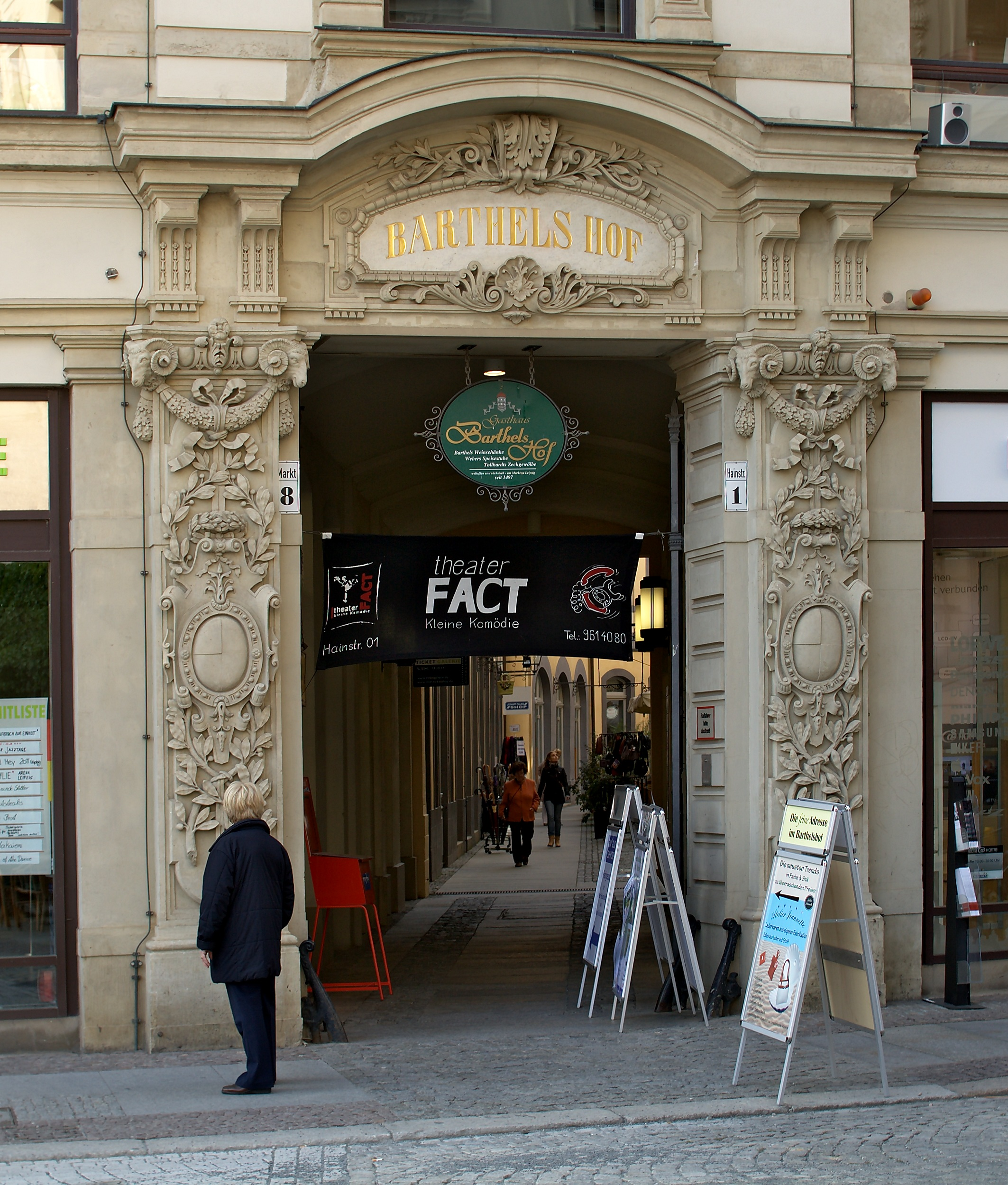
Verlagssitz in Barthels Hof

Der Lehmstedt Verlag ist ein 2003 von Mark Lehmstedt in Leipzig gegründeter Buchverlag für die Kulturgeschichte des mitteldeutschen Raumes mit den Schwerpunkten Belletristik, Sachbuch und Fotografie. Er verlegt unter anderem Werke von Max Schwimmer, Hans Reimann, Erich Kästner, Hans Natonek, Hans Mayer, Roger Melis und Bernd Heyden.

## Geschichte
Im März 2003 gründete der Buchwissenschaftler Mark Lehmstedt in Leipzig den Lehmstedt Verlag, der sich der Kulturgeschichte der Landschaft in und um Leipzig widmet. 2006 nahm der Verlag als zweiten Schwerpunkt Fotobände in sein Programm auf. Die künstlerische Leitung liegt in den Händen des Berliner Buchgestalters und Publizisten Mathias Bertram, der auch zahlreiche Fotobücher für den Verlag herausgab, darunter die Reihe „Bilder und Zeiten“.
Die Fotobücher des Verlags wurden regelmäßig für den Deutschen Fotobuchpreis nominiert. Mit mehr als 100 Reiseführern zu Zielen in Deutschland und der Schweiz (Stand April 2023) gehört der Lehmstedt Verlag zu den führenden Reisebuchverlagen Deutschlands. Seit 2012 hat der Verlag seinen Sitz in Barthels Hof am Leipziger Markt.
2021 überließ Mark Lehmstedt seine Sammlung von Buchtüten dem Deutschen Buch- und Schriftmuseum in Leipzig.

## Auszeichnungen
- 2005: Förderpreis der Kurt-Wolff-Stiftung
- 2019 und 2020: Deutscher Verlagspreis[7][8]
- 2020 und 2022: Sächsischer Verlagspreis